# Bosznia-Hercegovina az Eurovíziós Dalfesztiválokon
Bosznia-Hercegovina eddig tizenkilenc alkalommal vett részt az Eurovíziós Dalfesztiválon.
A bosnyák műsorsugárzó a Radiotelevizija Bosne i Hercegovine, amely 1993-ban lett tagja az Európai Műsorsugárzók Uniójának, és ebben az évben csatlakozott a versenyhez.

## Története
1961 és 1992 között Jugoszlávia tagállamaként vett részt. A huszonhét jugoszláv indulóból négy volt bosnyák.

### Évről évre
Bosznia-Hercegovina az 1993-as Eurovíziós Dalfesztiválon debütált független államként. Az ország első versenyzője Fazla volt, aki Sva bol svijeta című dalával kvalifikálta magát a versenyre. A döntőben összesen 27 pontot összegyűjtve a verseny tizenhatodik helyezettje lett. A következő években tizenötödik és tizenkilencedik helyezettek lettek a bosnyák indulók, majd 1996-ban utolsó előtti helyen végeztek. 1997-ben visszatért a versenyre az 1994-es duóból Alma Čardžić, aki szólóban rosszabb helyzetet ért el, holtversenyben tizennyolcadik lett a Németországot képviselő Bianca Shomburggal. 1998-ban a kieséses rendszer értelmében nem vehettek részt az előző évi rossz eredmény miatt. 1999-ben visszatértek, ekkor először végeztek a legjobb tízen belül, hetedikek lettek a huszonhárom fős mezőnyben. 
A jó eredmény ellenére 2000-es versenytől visszaléptették Bosznia-Hercegovinát. A 2001-es visszatérés utáni években ismét nem értek el jó helyezéseket: 2001-ben tizennegyedikek, 2002-ben tizenharmadikak, 2003-ban tizenhatodikak lettek. Mivel a 2003-as versenyen nem szerepeltek a legjobb tíz helyezett között, ezért 2004-ben elődöntőzniük kellett. Az elődöntőből sikeresen továbbjutottak, majd a döntőben másodjára tudtak a legjobb tíz közé jutni, összesítésben kilencedikek lettek. Ezáltal a következő évben automatikus döntősök voltak, azonban ekkor nem sikerült megtartani a szép eredményt, tizennegyedikek lettek. Egy évvel később ismét elődöntőzni kényszerültek. Ekkor Hari Mata Hari képviselte az országot, aki Lejla című dalával másodikként jutott tovább a döntőbe. A döntőben szintén dobogós helyezést ért el, harmadik helyezett lett, ezzel megszerezve Bosznia-Hercegovina legjobb eurovíziós szereplését. 2007-ben újra automatikus döntősök voltak, ekkor tizenegyedik helyen végeztek. A következő évben eggyel jobb eredmény értek el, tizedik helyen végeztek, 2009-ben ezt is túlszárnyalták, ekkor kilencedikek lettek.
A 2010-es éveket gyenge szerepléssel kezdték. Az oslói versenyt tizenhetedik helyen zárták. 2011-ben azonban megszerezték második legjobb helyezésüket, Dino Merlinnek köszönhetően, aki hatodik helyet ért el Love in Rewind című dalával. 2012-ben tizennyolcadikak lettek. 2013-ban a bosnyák közmédiát ért megszorításoknak köszönhetően nem delegáltak versenyzőt Malmőbe, bár egy másik műsorsugárzó bejelentette, hogy szívesen neveznének indulót, de ez nem járt sikerrel. 2014-ben eredetileg visszatértek volna a versenyre, de 2013. december 18-án bejelentették, hogy mégsem. Habár Bosznia-Hercegovina 2014. szeptember 9-én bejelentette, hogy két kihagyott év után újból részt vesz 2015-ben, 2014. november 17-én végül hivatalosan is megerősítették, hogy távol maradnak a versenytől. 2016-ban azonban három évnyi kihagyás után végül valóban visszatértek. Az országot a Dalal & Deen feat. Ana Rucner és Jala formáció képviselte. Közülük Deen másodjára vett részt a dalversenyen, első szereplése 2004-ben volt szólóénekesként. A bosnyák dal, a Ljubav je végül az elődöntőben tizenegyedik helyen végzett, ezzel először fordult elő, hogy Bosznia-Hercegovina nem kvalifikálta magát a döntőbe. Az ország 2016 óta nem vett részt a dalfesztiválon.

### Nyelvhasználat
Bosznia-Hercegovina 1993-as debütálásakor még érvényben volt a nyelvhasználatot korlátozó szabály. Ennek értelmében indulóiknak az ország hivatalos nyelvén, vagyis bosnyák-, szerb- vagy horvát nyelven kellett énekelniük. Ezt a szabályt 1999-ben törölték el, de ők néhány kivételtől eltekintve ezután is saját nyelvű dalokkal neveztek.
Eddigi tizenkilenc versenydalukból tíz bosnyák nyelvű, négy angol nyelvű, egy szerb nyelvű, egy szerb és angol, egy horvát és angol, egy bosnyák és angol, egy pedig bosnyák és francia kevert nyelvű dal volt.

### Nemzeti döntő
A bosnyák nemzeti válogató a BH Eurosong nevet viseli, és az ország debütálásától 2005-ig minden évben megrendezték. A nemzeti döntőre kétféle lebonyolítási mód volt jellemző: vagy egy énekes énekelte mindegyik dalt, vagy több előadó is részt vett. Előbbi módszert alkalmazták 1994 és 1997 között minden évben, illetve 2004-ben.
Az 1993-as selejtezőn tizenegy előadó vett részt. Közülük egy zsűri választott, és csak a győztest hirdették ki. 1999-ben eredetileg Hari Mata Hari nyert, de kizárták őket, mert dalukról kiderült, hogy feldolgozás. 2003 után a zsűri mellett a nézők is beleszólhattak a döntésbe, telefonos szavazás segítségével.
2006 óta a bosnyák tévé minden évben a nemzeti döntő nélküli, belső kiválasztás mellett döntött. A kiválasztott dalt egy műsor keretében mutatják be, ahol más országok már kiválasztott indulói is fellépnek meghívott vendégként.

## Résztvevők

### Jugoszláviarészeként
Az alábbi táblázat tartalmazza azokat a bosnyák dalokat, melyek Jugoszlávia színeiben vettek részt az Eurovíziós Dalfesztiválokon.
| Év   | Előadó           | Dal                      | Magyar fordítás                   | Döntő | Pontszám |
| ---- | ---------------- | ------------------------ | --------------------------------- | ----- | -------- |
| 1964 | Sabahudin Kurt   | Život je sklopio krug    | Az élet körbeért                  | 13.   | 0        |
| 1973 | Zdravko Čolić    | Gori vatra               | Ég a tűz                          | 15.   | 65       |
| 1976 | Ambasadori       | Ne mogu skriti svoju bol | Nem tudom elrejteni a fájdalmamat | 17.   | 10       |
| 1981 | Seid-Memić Vajta | Lejla                    | —                                 | 15.   | 35       |

### Bosznia-Hercegovinaként
Az alábbi táblázat tartalmazza a független Bosznia-Hercegovina indulóit.
| Év   | Előadó                                | Dal                   | Magyar fordítás          | Döntő                   | Pontszám                | Elődöntő             | Pontszám             |
| ---- | ------------------------------------- | --------------------- | ------------------------ | ----------------------- | ----------------------- | -------------------- | -------------------- |
| 1993 | Fazla                                 | Sva bol svijeta       | A világ minden fájdalma  | 16.                     | 27                      | Nem volt elődöntő    | Nem volt elődöntő    |
| 1994 | Alma és Dejan                         | Ostani kraj mene      | Maradj mellettem         | 15.                     | 39                      | Nem volt elődöntő    | Nem volt elődöntő    |
| 1995 | Davorin Popović                       | Dvadeset prvi vijek   | A huszonegyedik század   | 19.                     | 14                      | Nem volt elődöntő    | Nem volt elődöntő    |
| 1996 | Amila Glamočak                        | Za našu ljubav        | Szerelmünkért            | 22.                     | 13                      | Nem volt elődöntő    | Nem volt elődöntő    |
| 1997 | Alma Čardžić                          | Goodbye               | Viszlát                  | 18.                     | 22                      | Nem volt elődöntő    | Nem volt elődöntő    |
|      |                                       |                       |                          |                         |                         | Nem volt elődöntő    | Nem volt elődöntő    |
| 1999 | Dino és Béatrice                      | Putnici               | Utazók                   | 7.                      | 86                      | Nem volt elődöntő    | Nem volt elődöntő    |
|      |                                       |                       |                          |                         |                         | Nem volt elődöntő    | Nem volt elődöntő    |
| 2001 | Nino                                  | Hano                  | Hanna                    | 14.                     | 29                      | Nem volt elődöntő    | Nem volt elődöntő    |
| 2002 | Maja                                  | Na jastuku za dvoje   | Egy kétszemélyes párnán  | 13.                     | 33                      | Nem volt elődöntő    | Nem volt elődöntő    |
| 2003 | Mija Martina                          | Ne brini              | Ne aggódj                | 16.                     | 27                      | Nem volt elődöntő    | Nem volt elődöntő    |
| 2004 | Deen                                  | In The Disco          | A diszkóban              | 9.                      | 91                      | 7.                   | 133                  |
| 2005 | Feminnem                              | Call Me               | Hívj engem               | 14.                     | 79                      | Automatikusan döntős | Automatikusan döntős |
| 2006 | Hari Mata Hari                        | Lejla                 | —                        | 3.                      | 229                     | 2.                   | 267                  |
| 2007 | Marija Šestić                         | Rijeka bez imena      | Névtelen folyó           | 11.                     | 106                     | Automatikusan döntős | Automatikusan döntős |
| 2008 | Laka                                  | Pokušaj               | Próbáld meg              | 10.                     | 110                     | 9.                   | 72                   |
| 2009 | Regina                                | Bistra voda           | Tiszta víz               | 9.                      | 106                     | 3.                   | 125                  |
| 2010 | Vukašin Brajić                        | Thunder and Lightning | Villám és mennydörgés    | 17.                     | 51                      | 8.                   | 59                   |
| 2011 | Dino Merlin                           | Love in Rewind        | Visszafordított szerelem | 6.                      | 125                     | 5.                   | 109                  |
| 2012 | Maya Sar                              | Korake ti znam        | Ismerem a lépéseid       | 18.                     | 55                      | 6.                   | 77                   |
|      |                                       |                       |                          |                         |                         |                      |                      |
| 2016 | Dalal & Deen feat. Ana Rucner és Jala | Ljubav je             | A szerelem…              | Nem jutott be a döntőbe | Nem jutott be a döntőbe | 11.                  | 104                  |
|      |                                       |                       |                          |                         |                         |                      |                      |

## Szavazástörténet

### 2004–2016
| Hely | Ország          | Pont |
| ---- | --------------- | ---- |
| 1.   | Észak-Macedónia | 71   |
| 2.   | Horvátország    | 61   |
| 3.   | Bulgária        | 65   |
| 4.   | Szlovénia       | 49   |
| 5.   | Törökország     | 38   |
| 6.   | Montenegró      | 38   |
| 7.   | Szerbia         | 34   |
| 8.   | Oroszország     | 28   |
| 9.   | Albánia         | 22   |
| 9.   | Svédország      | 22   |

| Hely | Ország          | Pont |
| ---- | --------------- | ---- |
| 1.   | Svédország      | 53   |
| 2.   | Szlovénia       | 51   |
| 3.   | Horvátország    | 50   |
| 4.   | Észak-Macedónia | 50   |
| 5.   | Törökország     | 46   |
| 6.   | Hollandia       | 45   |
| 7.   | Németország     | 44   |
| 8.   | Montenegró      | 42   |
| 9.   | Norvégia        | 40   |
| 10.  | Ausztria        | 34   |

Bosznia-Hercegovina még sosem adott pontot az elődöntőben a következő országoknak: Andorra, Grúzia, Lengyelország, Lettország és Monaco
Bosznia-Hercegovina még sosem kapott pontot az elődöntőben a következő országtól: Magyarország
| Hely | Ország          | Pont |
| ---- | --------------- | ---- |
| 1.   | Horvátország    | 115  |
| 2.   | Törökország     | 95   |
| 3.   | Szerbia         | 76   |
| 4.   | Szlovénia       | 61   |
| 5.   | Franciaország   | 59   |
| 6.   | Svédország      | 52   |
| 7.   | Málta           | 46   |
| 8.   | Írország        | 45   |
| 9.   | Észak-Macedónia | 43   |
| 10.  | Görögország     | 42   |

| Hely | Ország          | Pont |
| ---- | --------------- | ---- |
| 1.   | Horvátország    | 144  |
| 2.   | Törökország     | 129  |
| 3.   | Szlovénia       | 100  |
| 4.   | Ausztria        | 74   |
| 5.   | Svédország      | 74   |
| 6.   | Észak-Macedónia | 66   |
| 7.   | Szerbia         | 61   |
| 8.   | Svájc           | 56   |
| 9.   | Norvégia        | 52   |
| 10.  | Dánia           | 49   |

Bosznia-Hercegovina még sosem adott pontot a döntőben a következő országoknak: Ciprus, Luxemburg és Szlovákia
Bosznia-Hercegovina még sosem kapott pontot a döntőben a következő országoktól: Andorra, Észtország, Grúzia, Lettország, Luxemburg és San Marino

## Háttér
| Év        | Rendező    | Kommentátor                                      | Pontbejelentő                                    |
| --------- | ---------- | ------------------------------------------------ | ------------------------------------------------ |
| 1993      | Millstreet | Ismeta Dervoz-Krvavac                            | Dejan Zagorac                                    |
| 1994      | Dublin     | Ismeta Dervoz-Krvavac                            | Diana Grković-Foretić                            |
| 1995      | Dublin     |                                                  | Diana Grković-Foretić                            |
| 1996      | Oslo       | Suad Bejtović                                    | Segmedina Srna                                   |
| 1997      | Dublin     | Diana Grković-Foretić                            | Segmedina Srna                                   |
| 1998      | Birmingham | Ismeta Dervoz-Krvavac                            | Nem vettek részt                                 |
| 1999      | Jeruzsálem | Ismeta Dervoz-Krvavac                            | Segmedina Srna                                   |
| 2000      | Stockholm  | Ismeta Dervoz-Krvavac                            | Nem vettek részt                                 |
| 2001      | Koppenhága | Ismeta Dervoz-Krvavac                            | Segmedina Srna                                   |
| 2002      | Tallinn    | Ismeta Dervoz-Krvavac                            | Segmedina Srna                                   |
| 2003      | Riga       | Dejan Kukrić                                     | Ana Vilenica                                     |
| 2004      | Isztambul  | Dejan Kukrić                                     | Mija Martina                                     |
| 2005      | Kijev      | Dejan Kukrić                                     | Ana Mirjana Račanović                            |
| 2006      | Athén      | Dejan Kukrić                                     | Vesna Andree-Zaimović                            |
| 2007      | Helsinki   | Dejan Kukrić                                     | Vesna Andree-Zaimović                            |
| 2008      | Belgrád    | Dejan Kukrić                                     | Melina Garibović                                 |
| 2009      | Moszkva    | Dejan Kukrić                                     | Laka                                             |
| 2010      | Oslo       | Dejan Kukrić                                     | Ivana Vidmar                                     |
| 2011      | Düsseldorf | Dejan Kukrić                                     | Ivana Vidmar                                     |
| 2012      | Baku       | Dejan Kukrić                                     | Laka                                             |
| 2013      | Malmö      | Dejan Kukrić                                     | Nem vettek részt                                 |
| 2014–2015 | 2014–2015  | Nem vettek részt és nem közvetítették a versenyt | Nem vettek részt és nem közvetítették a versenyt |
| 2016      | Stockholm  | Dejan Kukrić                                     | Ivana Crnogorac                                  |
| 2017–     | 2017–      | Nem vettek részt és nem közvetítették a versenyt | Nem vettek részt és nem közvetítették a versenyt |

## Díjak

### Marcel Bezençon-díj
| Kategória     | Év   | Előadó         | Dal         | Zeneszerző(k) Szöveg / zene                           | Eredmény az Eurovízión | Eredmény az Eurovízión | Helyszín             |
| Kategória     | Év   | Előadó         | Dal         | Zeneszerző(k) Szöveg / zene                           | Helyezés               | Pontszám               | Helyszín             |
| ------------- | ---- | -------------- | ----------- | ----------------------------------------------------- | ---------------------- | ---------------------- | -------------------- |
| Művészeti díj | 2006 | Hari Mata Hari | Lejla       | Željko Joksimović / Fahrudin Pecikoza, Dejan Ivanović | 3.                     | 229                    | Görögország, Athén   |
| Művészeti díj | 2009 | Regina         | Bistra voda | Aleksandar Čović                                      | 9.                     | 106                    | Oroszország, Moszkva |

## Galéria

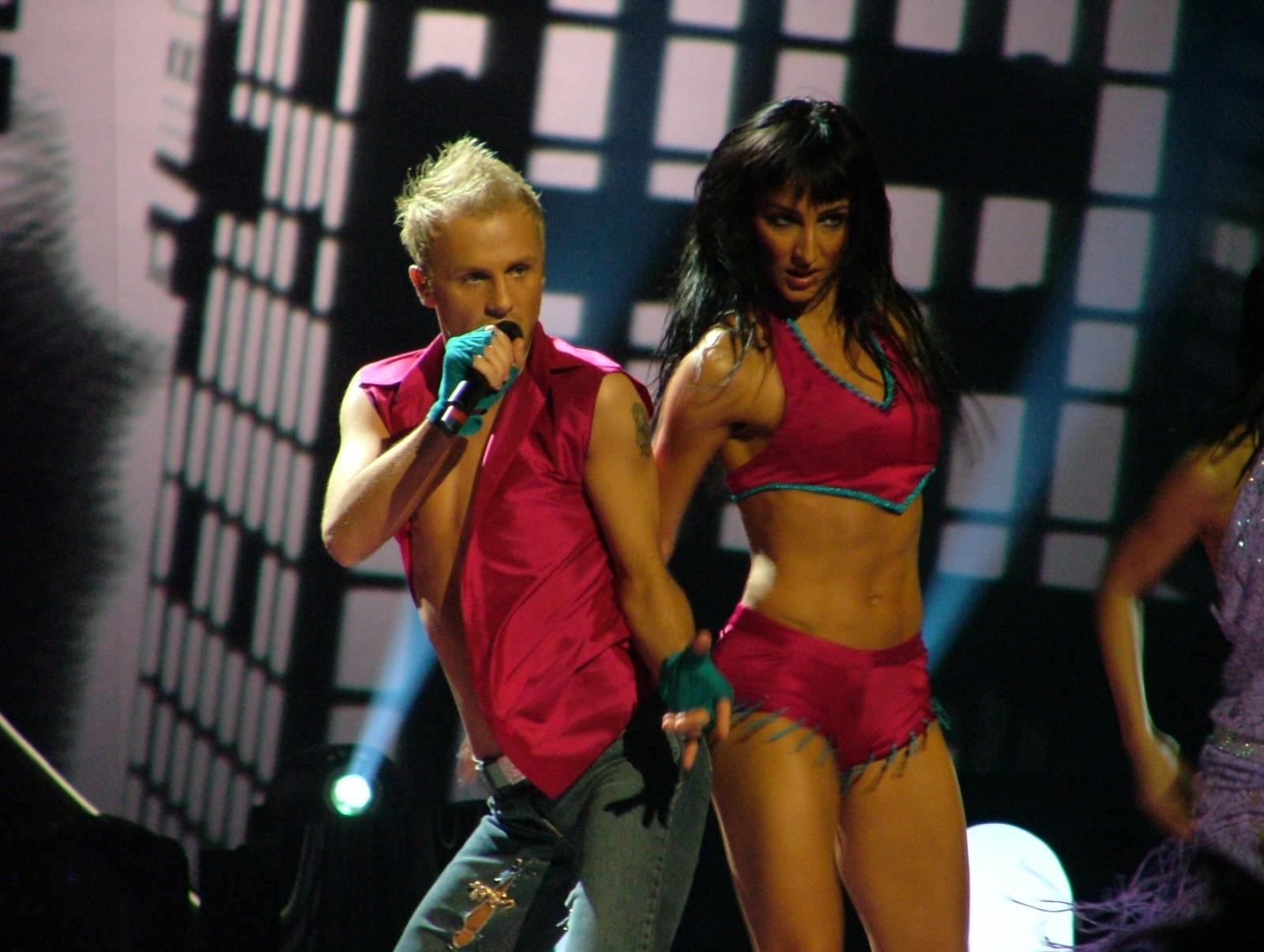
Deen Isztambulban (2004)
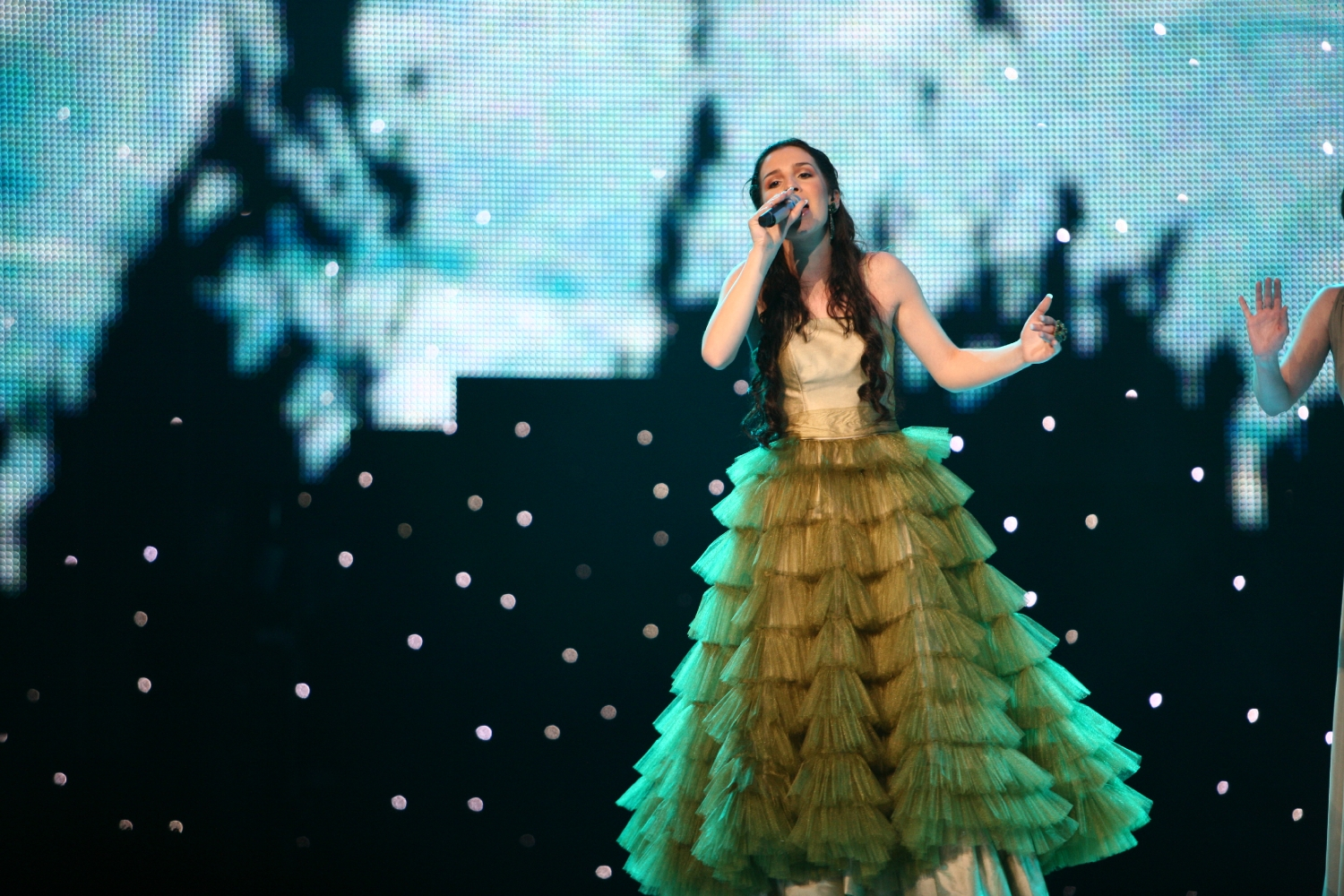
Marija Šestić Helsinkiben (2007)
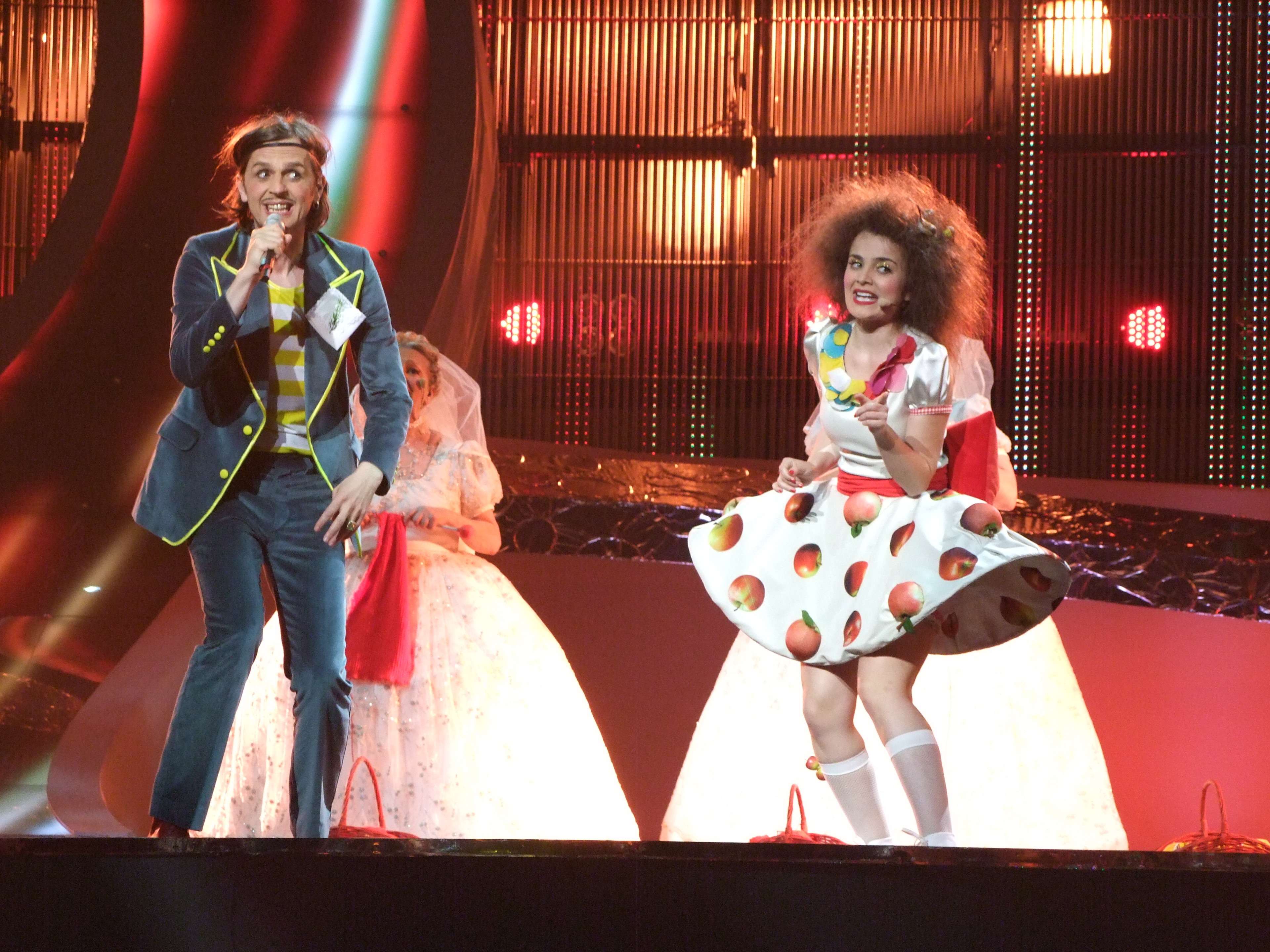
Laka Belgrádban (2008)
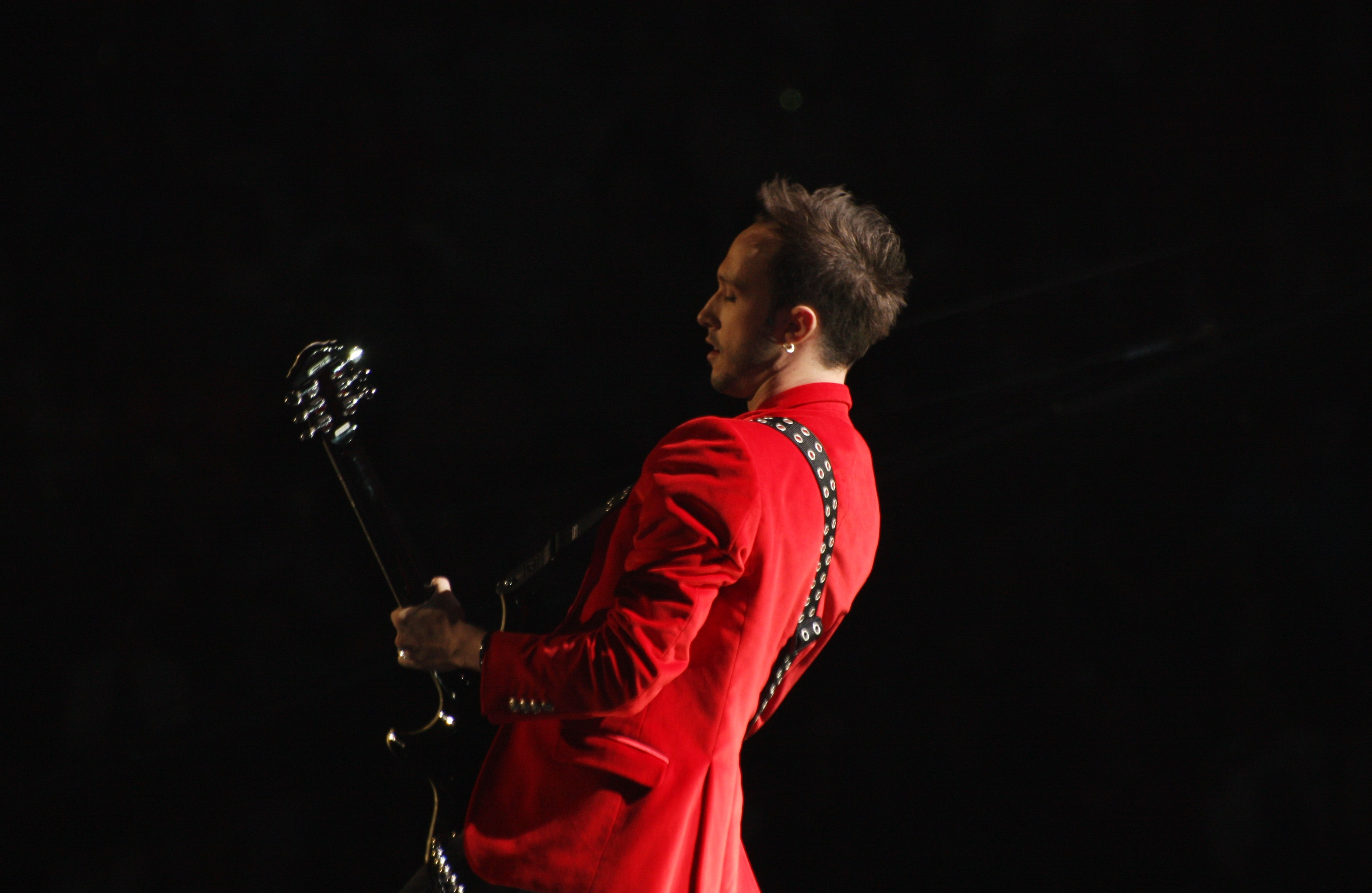
Vukašin Brajić Osloban (2010)
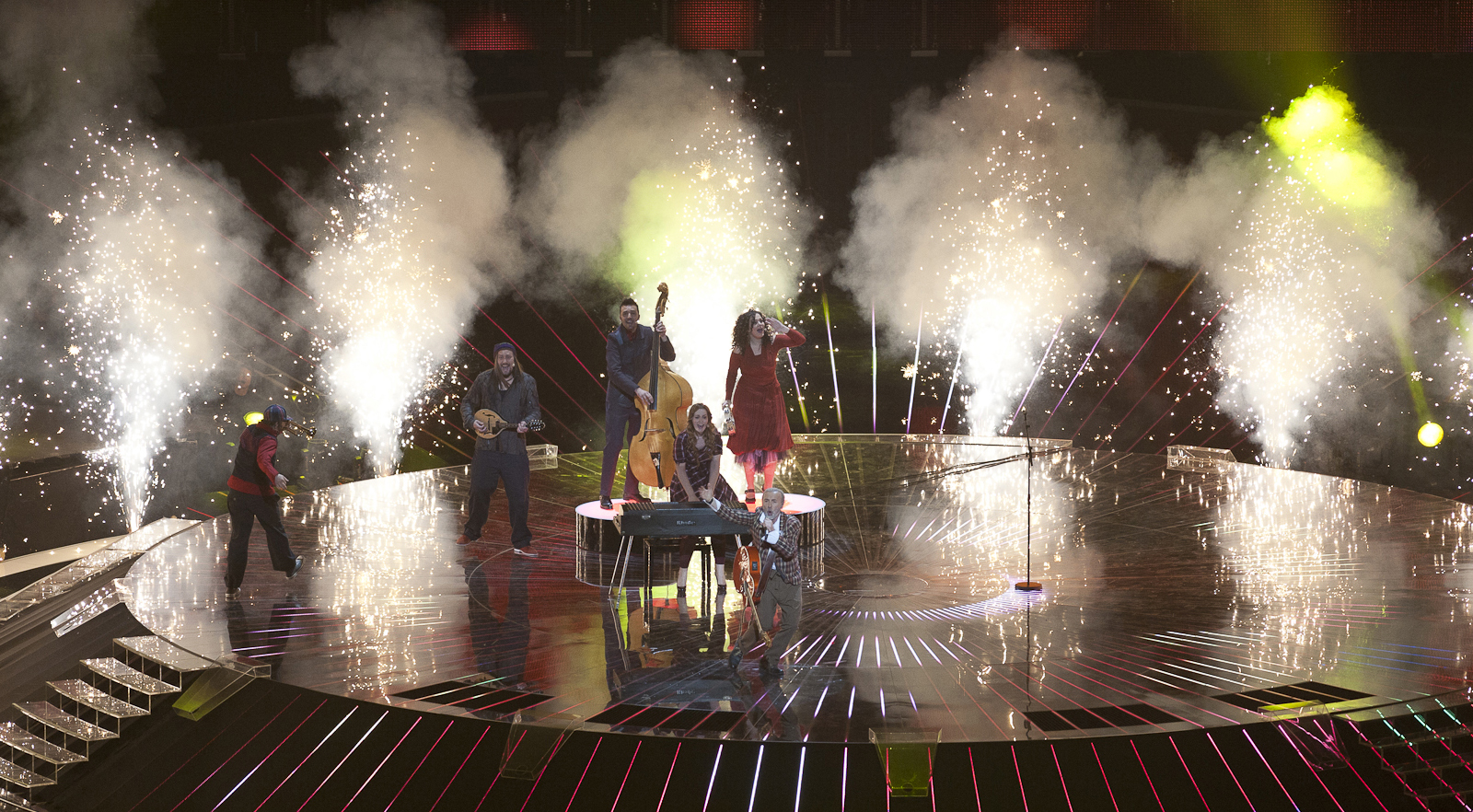
Dino Merlin Düsseldorfban (2011)
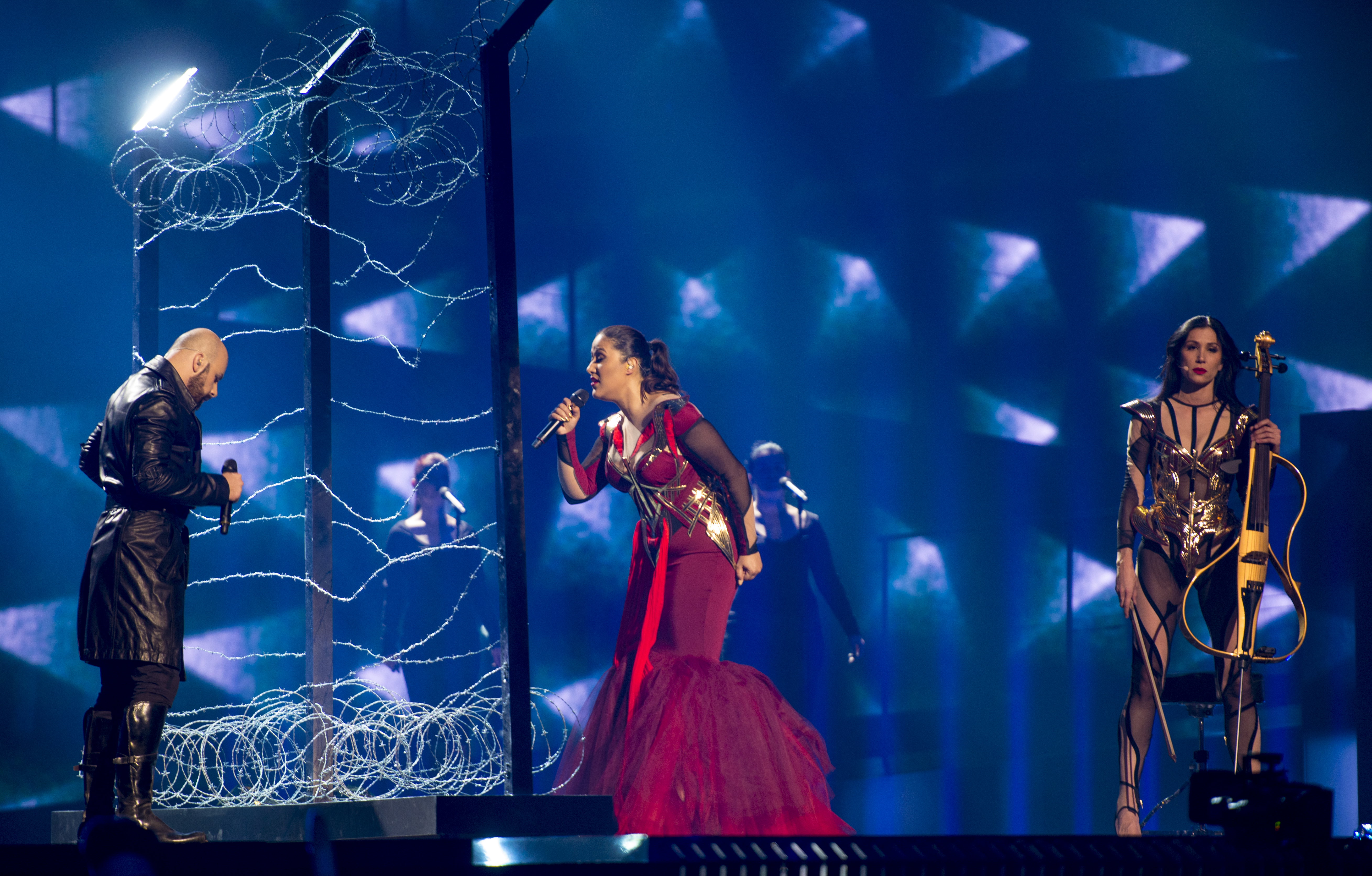
Dalal & Deen feat. Ana Rucner és Jala Stockholmban (2016)